# 许和平 (韩国)
许和平（：／ Heo Hwa-pyeong；1937年10月15日—），字鳳宇（봉우），号佑民（우민），金海许氏，韩国军人、政治人物、社会评论家。
曾任保安司令部秘书室长、青瓦台政务首席秘书官、大韩民国国会第14届、15届国会议员。与许三守、许文道并称为“三许”（：／），被视为全斗焕的心腹之一。
许和平被认为是双十二政变的实际策划者之一，也被视为第五共和国初期的实权人物，但在张玲子事件中与全斗焕产生间隙而被解职，随后出走美国。归国后于1992年以无党籍身份当选第15届大韩民国国会议员。1997年4月17日被韩国大法院判处7年有期徒刑，1998年获得特赦。

## 生平
1937年10月15日出生于日治朝鮮慶尚北道迎日郡長鬐面溪院里，先后就读于浦项国民学校、浦项中学校和浦项高等学校。1961年2月毕业于韩国陆军士官学校第17期，1961年3月担任第1空降旅游击战教官，并结识了时任副團长的全斗焕。随后被派往越南参加越战。
1968年回国后曾在保安司令部任职，期间，许和平的弟弟许和南被发现是朝鲜间谍遭到逮捕并被判处无期徒刑，导致许和平一度被此事牵连，后经全斗焕出面向总统警卫室长朴钟圭求情才使得此事没有引起波澜。之后又在陆军第九师担任營长。1977年任陆军第九师作战参谋。
1979年3月全斗焕就任保安司令部司令官之后，许和平改调入保安司担任秘书室长。10.26事件后，许和平与保安司成员许三守、李鹤捧、权正达策划并协助全斗焕发动“双十二政变”夺取军权。1980年又参与策划了控制社会舆论的“K工作计划”。
全斗焕通过间接选举当选韩国总统后，许和平以准将军衔退役并被全斗焕调入青瓦台担任秘书室辅佐官
，实际上是青瓦台内部仅次于全斗焕的二号人物。但在1981年被任命为青瓦台政务第一首席秘书官，这一降级的举动被视为全斗焕削减其权力的表现。在此期间，许和平与司正首席秘书官许三守、公报秘书官许文道并称为全斗焕身边的“三许”。
1982年5月，许和平、许三守因为张玲子事件与全斗焕产生间隙，许和平一方面主张严惩涉事人员、并建议全斗焕的亲属辞去公职，一方面反对金在益等人推行的金融实名制，引发全斗焕不快。时任青瓦台法务秘书官的朴哲彦在自传中透露许和平曾通过许文道操纵媒体散发负面消息，以达到向全斗焕施压的目的。全斗焕则尝试将许和平调任大邱市长，后又尝试调任国税厅厅长，但均被拒绝。1982年12月20日，许和平、许三守被全斗焕免去职务。1983年1月，许和平出走美国，赴美期间许和平在美国保守智库传统基金会担任首席研究员。
1987年6月，韩国发生六月民主运动，被全斗焕钦点为接班人的卢泰愚发表六二九宣言。同年8月31日和11月15日，许和平短暂回国。1988年第六共和国成立后正式回国担任现代社会研究所所长。1992年3月以无党籍身份当选第14届大韩民国国会议员，同年9月30日加入金泳三的民主自由党。1995年12月被指控参与双十二政变和镇压光州事件而被汉城地方检察院传唤调查，1996年以涉嫌“叛乱主要任务从事罪”“叛乱为目的杀人罪”被汉城地方检察院逮捕，期间曾在狱中以无党籍参选第15届国会议员并当选。1997年4月17日被韩国大法院判处8年有期徒刑，国会议员身份也随之被剥夺，1998年8月14日获得特赦。2000年和2004年分别参选第16届和第17届国会议员选举，但均以落选告终。
2011年9月随全斗焕访问黑龙江。目前担任未来韩国财团理事长。

## 教育经历
- 1950年 浦项国民学校（朝鲜语：포항초등학교）毕业
- 1953年 浦项中学校（朝鲜语：포항중학교）毕业
- 1956年 浦项高等学校（朝鲜语：포항고등학교）毕业
- 1961年 韩国陆军士官学校17期学士
- 1963年 陆军装甲学校（朝鲜语：육군기계화학교）毕业
- 1963年 美国陆军野战炮兵学校（英语：United States Army Field Artillery School）毕业
- 1964年 韩国陆军炮兵学校（朝鲜语：육군포병학교）毕业
- 1965年 韩国陆军步兵学校（朝鲜语：육군보병학교 (대한민국)）毕业
- 1976年 韩国陆军大学毕业
- 1978年 韩国国防大学行政23期学士

## 家庭
- 弟弟：许和南（1945- ），先后毕业于浦项国民学校、迎日机械中学和汉城麻浦高中，1965年偷渡日本后前往朝鲜，1967年11月潜伏回乡，1968年8月被浦项警察署逮捕，1969年7月被大邱高等法院判处无期徒刑，后改为有期徒刑20年[3]。1982年12月被释放后在浦项钢铁工作至1992年。同时还在浦项卷材中心担任常务理事[5]。
- 妻子：金庆姬（1943- ）

  - 子女：1男2女

## 影视形象
- 1995年—MBC电视剧《第四共和国》 朴秉勋（朝鲜语：박병훈） 饰
- 1996年—SBS电视剧《韩国门（朝鲜语：코리아게이트 (드라마)）》 李成龙（朝鲜语：이성용 (1956년)） 饰
- 2005年—MBC电视剧《第五共和国》 李珍雨 饰